# Ташбаев, Фаррух Хакимжанович
Фарру́х Хакимжа́нович Ташба́ев (род. 1982, Ташкент, Узбекская ССР, СССР) — узбекский насильник и убийца несовершеннолетней жительницы Набережных Челнов Василисы Галицыной (8 лет). Преступление вызвало большой резонанс во всей России. Приговорён к пожизненному лишению свободы.

## Биография

### Жизнь до убийства
Родился в Ташкенте, там же учился и постоянно проживал. Мать — татарка, отец — узбек. Стал вторым ребёнком в семье. Первым был его брат Анвар, который позднее переехал в Набережные Челны, где работал милиционером, а после увольнения из правоохранительных органов стал торговцем мясом. Позднее в 2010 году в Набережные Челны переехал и Фаррух. Он не был гастарбайтером, работал на легальном положении в рекламном агентстве, хорошо зарабатывал. Приобрёл дорогую машину и дом в деревне. По месту работы характеризовался положительно.

### Убийство
Незадолго до совершения убийства Ташбаев написал в своём аккаунте в «Spaces» о том, что хотел бы кого-нибудь жестоко убить. 2 февраля 2013 года около 16:00 Ташбаев, управляя автомобилем «Chevrolet Niva», увидел шедшую по обочине дороги 8-летнюю Василису Галицыну. Ташбаев вышел из машины, подошёл к девочке, ударил её по лицу, затем схватил и усадил в автомобиль, угрожая дальнейшим применением насилия. Вывезя Василису в Сармановский район, около деревни Мустафино в Багряжском лесу на обочине дороги в своей машине придушил и изнасиловал девочку, а затем убил её ударом ножа. Тело бросил в придорожный кювет в 73 километрах от Набережных Челнов и забросал снегом.
Девочку стали разыскивать. В её поисках приняли участие волонтёры из разных городов России. 3 февраля был обнаружен ранец, обрывки дневника, учебник, разорванные тетрадки и часть одежды девочки. Некоторые свидетели видели Ташбаева вместе с Василисой и запомнили марку и цвет его автомобиля. В частности, колеся по сельским дорогам в поисках удобного для преступления места, Ташбаев не справился с управлением и застрял в снегу в деревне Октябрь-Буляк. Взяв с собой девочку, предварительно её запугав, он обратился за помощью к местным жителям, которые обратили внимание на синяк под глазом девочки. На что изувер пояснил, что девочка подралась в школе. Данное объяснение сельчан устроило, а девочка воззвать о помощи не решилась. Так шанс спасти ребёнка был упущен. Впрочем, именно эти люди впоследствии узнали ребёнка, показываемого в рубрике пропавших по телевизору и сразу пришли в органы сказать, где и с кем видели девочку. Благодаря их показаниям и был найден маньяк — со слов свидетелей был составлен фоторобот преступника, по которому владелец одного из автосервисов опознал своего клиента. На дневнике Василисы остался отпечаток пальца Ташбаева, по которому личность преступника была идентифицирована: ранее Ташбаев один раз привлекался к административной ответственности и его отпечатки были в полицейской базе данных.

### Арест, следствие и суд
«Сотрудники чистопольского СИЗО действительно давали Ташбаеву успокоительные таблетки, опасаясь, что обвиняемый в убийстве и изнасиловании 8-летней девочки наложит на себя руки. А под действием таких препаратов психофизические реакции человека замедляются, что затрудняет работу полиграфа. Поэтому эксперт по результатам допроса на детекторе лжи не выдала официального заключения. Тем не менее, на словах эксперт однозначно заявила, что именно Фаррух Ташбаев совершил изнасилование и убийство Галицыной. Более того, не исключено, что он и раньше совершал преступления против детей».
5 февраля, по подозрению в убийстве Василисы Галицыной, Фаррух Ташбаев был задержан. В его автомобиле были найдены образцы волос, принадлежавшие убитой девочке. Преступник сознался в убийстве и 6 февраля показал место, где спрятал труп. Во время следствия Ташбаев находился в СИЗО № 5 Чистополя. В это время он отказался от показаний, данных ранее, заявив, что следователи его запугивали, в том числе угрожали убийством, и заставили указать на заранее установленное место преступления, отказали в просьбе пройти детектор лжи, а сотрудники СИЗО давали ему психотропные таблетки и делали уколы. Адвокат Ташбаева Юрий Удовенко заявлял, что некоторые улики в деле были добыты незаконным путём.
12 июля 2013 года суд присяжных признал Ташбаева виновным по всем пунктам обвинения. 19 июля Верховный суд Республики Татарстан приговорил его к пожизненному лишению свободы. Своей вины он не признал. Этапирован в колонию Вологодский пятак.

## Общественный резонанс
Убийство вызвало шок и возмущение жителей Набережных Челнов. Вечером 7 февраля 2013 года несколько тысяч жителей города организовали митинг в память о Василисе Галицыной, требуя смертной казни для убийцы, а также выражая лозунги националистического характера с претензиями к гастарбайтерам. Инициативная группа намеревалась подписать петицию президенту России, с требованием возвращения смертной казни для таких преступников, как Ташбаев. Некоторые выражали своё намерение совершить убийство родственников Ташбаева.
Мэр Набережных Челнов Василь Шайхразиев написал по этому поводу в своём «Твиттере»: «Девочка была убита в тот же вечер, 2 февраля! Мы надеялись, искали, молились! Чудо не свершилось!». Многие жители города требовали отставки целого ряда чиновников, в том числе — главы городской полиции, министра внутренних дел Татарстана и мэра города Василя Шайхразиева. Причина этих требований заключалась в том, что Василиса Галицына пропала вечером 2 февраля 2013 года, а полиция подключилась к поискам только 4 февраля, до этого девочку искали только волонтёры. Жители Набережных Челнов так объясняют этот факт: 3 февраля отмечался юбилей мэра города, и около 70 процентов сотрудников полиции охраняли проводимые мероприятия.